# 卢子跃
卢子跃（1962年3月—），男，汉族，浙江永康人，中华人民共和国政治人物。中共中央党校大学学历，高级管理人员工商管理硕士。

## 仕途
1979年11月参加工作，1982年8月加入中国共产党。历任东阳市人民政府市长，义乌市人民政府市长，中共兰溪市委书记；中共台州市委常委，中共临海市委书记；中共丽水市委副书记、代市长、市长、市委书记等职。2013年1月当选浙江省人民政府副省长，同年5月22日兼任中共宁波市委副书记、代市长。2014年1月正式当选宁波市市长。

## 落马
2016年3月16日，中纪委网站宣布，卢子跃因涉嫌严重违纪，正在接受组织调查。有媒体报道他与2015年2月落马的前浙江省政协副主席斯鑫良关系密切，可能涉及令计划案。他是中共十八大以来浙江省第二位落马的副省级官员。
6月21日，中纪委宣布：经查，卢子跃严重违反政治纪律，对抗组织审查，长期搞迷信活动；严重违反中央八项规定精神，违规出入私人会所，生活奢靡、贪图享乐；严重违反组织纪律，欺骗组织，在函询时不如实说明问题，在民主推荐中搞拉票等非组织活动，为谋求职务提拔送给他人财物，利用职务上便利在干部选拔任用中为他人谋取利益并收受财物，不按规定报告个人有关事项；严重违反廉洁纪律，收受礼品、礼金，利用职权和职务上的影响为亲属的经营活动谋取利益，搞权色、钱色交易；严重违反工作纪律，干预和插手市场经济活动，干预和插手司法活动；利用职务上的便利在企业经营等方面为他人谋取利益并收受财物，涉嫌受贿犯罪。中纪委同时宣布对其开除党籍、公职，并移送司法机关。
2017年4月14日，广东省珠海市中级人民法院审理了卢子跃受贿案，检方指控他受贿共计折合1.47亿余元，案件将择期宣判。同年5月31日，珠海市中级人民法院一审公开宣判，以受贿罪判处卢子跃无期徒刑，剥夺政治权利终身，并处没收个人全部财产。